# Châteauroux-les-Alpes
Châteauroux-les-Alpes é uma comuna francesa na região administrativa da Provença-Alpes-Costa Azul, no departamento de Altos-Alpes. Estende-se por uma área de 92,84 km². Em 2010 a comuna tinha 1 226 habitantes (densidade: 13,2 hab./km²).